# Зіріклинська сільська рада (Біжбуляцький район)
Зірікли́нська сільська рада (рос. Зириклинский сельский совет) — муніципальне утворення у складі Біжбуляцького району Башкортостану, Росія. Адміністративний центр — село Зірікли.

## Населення
Населення — 995 осіб (2019, 1224 в 2010, 1345 в 2002).

## Склад
До складу поселення входять такі населені пункти:
| Населений пункт        | Населення, осіб (2002) | Населення, осіб (2010) |
| ---------------------- | ---------------------- | ---------------------- |
| Зірікли, село          | 555                    | 506                    |
| Крана Горка, присілок  | 7                      | 2                      |
| Лисогорка, присілок    | 175                    | 158                    |
| Малий Седяк, присілок  | 535                    | 505                    |
| Мішаровка, присілок    | 2                      | 0                      |
| Нова Самарка, присілок | 16                     | 6                      |
| Такмаккаран, присілок  | 55                     | 47                     |